# Davi Cortes da Silva
Davi Cortes da Silva (nacido el 19 de noviembre de 1963) es un exfutbolista brasileño que se desempeñaba como defensa.
Davi fue elegido para integrar la selección de fútbol de Brasil para los Juegos Olímpicos de Verano de 1984.

## Trayectoria

### Clubes
| Club           | País   | Año         |
| -------------- | ------ | ----------- |
| Santos         | Brasil | 1983 - 1989 |
| Verdy Kawasaki | Japón  | 1992        |
| Guarani        | Brasil | 1995        |
| Fluminense     | Brasil | 1996 - 1997 |
| São José       | Brasil | 1997        |
| Fluminense     | Brasil | 1998        |

## Palmarés

### Títulos nacionales
| Título         | Club           | País  | Año  |
| -------------- | -------------- | ----- | ---- |
| Copa J. League | Verdy Kawasaki | Japón | 1992 |